# Machová
Machová (en allemand : Machowa) est une commune du district et de la région de Zlín, en Tchéquie. Sa population s'élevait à 653 habitants en 2020.

## Géographie
Machová se trouve à 10 km à l'ouest-nord-ouest de Zlín, à 69 km à l'est de Brno et à 242 km à l'est-sud-est de Prague.
La commune est limitée par Míškovice au nord, par Mysločovice à l'est, par Sazovice au sud, et par Tlumačov à l'ouest.

## Histoire
La première mention écrite de la localité date de 1397.

## Transports
Par la route, Machová trouve à 6 km d'Otrokovice, à 13 km de Zlín, à 82 km de Brno et à 288 km de Prague.